# Роберто Мартінес
Роберто Мартінес (ісп. Roberto Martínez, нар. 13 липня 1973, Балаге) — іспанський футболіст, що грав на позиції півзахисника. Після завершення ігрової кар'єри — тренер.
Виступав на батьківщині за клуби «Реал Сарагоса» та «Балаге», проте більшу частину ігрової та тренерської кар'єри провів у Великій Британії. В статусі тренера є володарем Кубка Англії.

## Ігрова кар'єра
Мартінес почав кар'єру в клубі свого рідного міста «Балаге» в одному з нижчих дивізіонів Іспанії. Він виступав за різні молодіжні команди «Балаге», поки у віці 16 років не перебрався в «Сарагосу». 20 червня 1993 року він дебютував у складі «Сарагоси» в Ла Лізі, вийшовши на заміну в матчі останнього туру проти «Атлетіко Мадрид». 1994 року Мартінес повернувся в «Багагер», де відіграв один сезон.
25 липня 1995 року Мартінес перебрався в англійська клуб «Віган Атлетік», що виступав тоді в Третьому дивізіоні Англії. Протягом шести років він регулярно виходив на поле в стартовому складі. За цей час команда зуміла перемогти в Третьому дивізіоні та виграти Трофей Футбольної ліги. Сам Мартінес у два дебютних сезони в «Вігані» включався в команду року в Третьому дивізіоні за версією ПФА, а в сезоні 1995/96 був названий гравцем року у своїй команді.
2001 року Мартінес на правах вільного агента перебрався в шотландський «Мотервелл», де відіграв один сезон, вийшовши на поле в 16 матчах.
Наступного року перейшов в «Волсолл», але там і зовсім провів лише половину сезону, після чого перебрався в «Свонсі Сіті», де через деякий час став капітаном. З 2003 по 2006 він захищав кольори «Свонсі». У сезоні 2004/05 команда разом з Мартінесом зуміла вийти з Другої ліги в Першу.
У травні 2006 року на правах вільного агента перейшов в «Честер Сіті», за який грав до лютого 2007 року, коли закінчив ігрову кар'єру та повернувся в «Свонсі» на посаду головного тренера.

## Кар'єра тренера

### «Свонсі Сіті»
У лютому 2007 року керівництво «Свонсі Сіті» запропонувало Мартінесу посаду головного тренера команди. У дебютному сезоні під керівництвом Мартінеса команда зазнала лише однієї поразки в 11 матчах, але в підсумку зупинилися за крок від зони плей-офф. У першому ж повному сезоні в «Свонсі» Мартінес зумів зробити команду переможцем Першої ліги. Таким чином, клуб вперше за 24 роки досяг Чемпіоншипа, а сам Мартінес був визнаний тренером року в Першій лізі за версією LMA. У квітні 2008 року Мартінес підписав зі «Свонсі» новий довгостроковий контракт.
«Свонсі» Мартінеса продовжив показувати гідний футбол і рівнем вище в системі футбольних ліг Англії: в дебютному сезоні валлійці зайняли в Чемпіоншипі восьме місце, зупинившись лише за два кроки від зони плей-оф. Успіхи молодого тренера не залишилися непоміченими, і в червні 2009 року «Селтік» та «Віган Атлетік» зробили в «Свонсі» запит про можливість ведення переговорів з Мартінесом. Через кілька днів переговорів Роберто очолив клуб Прем'єр-ліги «Віган».

### «Віган Атлетік»
Багато шанувальників «Свонсі» засудили перехід Мартінеса в інший клуб, оскільки раніше він давав коментарі, що покине валлійський клуб лише якщо буде звільнений. За словами самого Мартінеса, йому важко далося це рішення, але можливість керувати в Прем'єр-лізі клубом, в якому почалася його британська кар'єра, була занадто привабливою.
Перший матч під керівництвом Мартінеса «Віган» провів 15 серпня 2009 року, в гостях перемігши «Астон Віллу» з рахунком 2:0. За цим виїзним успіхом було дві домашніх невдачі: спочатку «Віган Атлетік» поступився з рахунком 0:1 «Вулвергемптону», а потім були розгромлені «Манчестер Юнайтед» 0:5. Дебютний сезон Мартінеса в Прем'єр-ліги вийшов украй неоднозначним: з одного боку, клуб зміг домогтися ряду домашніх перемог над визнаними лідерами англійського футболу: «Челсі», «Ліверпулем» і «Арсеналом»; з іншого, проміжні успіхи супроводжувалися важкими поразками, найбільші з яких клуб зазнав від «Тоттенгема» (1:9) та «Челсі» (0:8). У підсумку «Віган» закінчив сезон на 16 місці, зумівши залишитися в АПЛ, однак різниця м'ячів −42 була найгіршою в лізі.
На 16 місці в чемпіонаті закінчив «Віган» і наступний сезон. 10 червня 2011 року було оголошено, що Мартінес відхилив пропозицію очолити «Астон Віллу» та продовжив контракт з «Віганом».
Сезон 2011/12 вийшов для «Вігана» вкрай складним: у трьох стартових турах клуб зміг взяти 5 очок, однак після цього наступила серія з 8 поразок поспіль. У перших 29 турах, «летікс» перемогли лише в 4 іграх та здавалося, що виліт з АПЛ неминучий, однак в останніх 9 іграх команда змінилася і здобула 7 перемог, у тому числі в гостях над «Ліверпулем», вдома над «Манчестер Юнайтед» і в гостях над «Арсеналом». У підсумку «Віган» фінішував на 15 рядку турнірної таблиці, а Мартінес у квітні 2012 року вперше в кар'єрі був визнаний тренером місяця АПЛ.
17 травня 2012 року власник «Вігана» Дейв Вілан підтвердив, що Мартінес отримав дозвіл вести переговори з «Ліверпулем», проте у результаті посаду головного тренера «червоних» зайняв Брендан Роджерс зі «Свонсі».
Вкрай неоднозначним вийшов для «Вігана» Мартінеса сезон 2012/13. 11 травня 2013 року клуб вперше у своїй історії зумів завоювати Кубок Англії, перемігши в фіналі «Манчестер Сіті» з рахунком 1:0. Переможний гол у компенсований час забив Бен Вотсон. Проте вже через три дні вболівальників «Вігана» чекало розчарування: програвши «Арсеналу» з рахунком 1:4, «летікс» покинули Прем'єр-лігу.

### «Евертон»

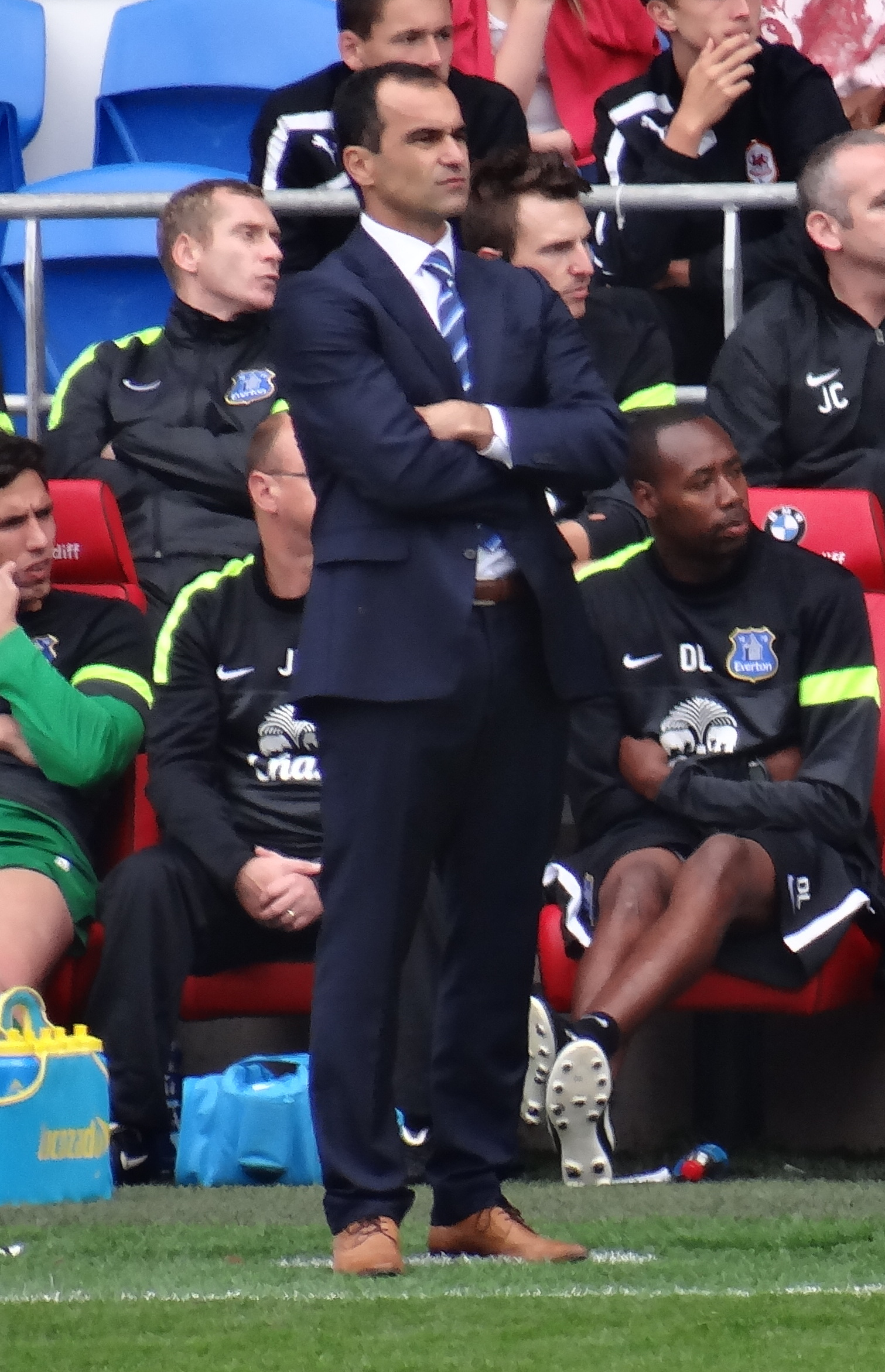
Роберто Мартінес з бровки спостерігає за матчем «Евертона»

28 травня 2013 року власник «Вігана» Дейв Вілан заявив, що Мартінес отримав дозвіл клубу вести переговори з «Евертоном» про призначення на посаду головного тренера, що стала вакантною після переходу Девіда Моєса в «Манчестер Юнайтед».
5 червня 2013 року «Евертон» після підписання контракту на 4 роки оголосив про призначення Мартінеса на посаду головного тренера. Таким чином, він став першим тренером не з Великої Британії або Ірландії за всю історію клубу. За перехід Мартінеса клуб з Ліверпуля заплатив 1,5 мільйона фунтів стерлінгів. Разом з Мартінесом на «Гудісон-Парк» перебрався і його тренерський штаб з «Вігана»: асистент головного тренера Грем Джонс, тренер воротарів Іньякі Бергара, тренер з фізпідготовки Річард Еванс і головний скаут Кевін Рівз.
Перший офіційний матч як головний тренер «Евертона» Мартінес провів 17 серпня: виїзна гра проти «Норвіч Сіті» завершилася внічию 2:2. Першої перемоги в «Евертоні» у Прем'єр-лізі Мартінесу вдалося домогтися 14 вересня, коли команда на своєму полі зуміла переграти «Челсі» з рахунком 1:0. Гостьова перемога над «Вест Гем Юнайтед» з рахунком 3:2 в наступному турі означала, що Мартінес став першим тренером в історії клубу, що не зазнав поразок у своїх перших шести матчах в «Евертоні».
За підсумками дебютного сезону Мартінеса в «Евертоні» клуб зайняв п'яту сходинку в турнірній таблиці англійської Прем'єр-ліги та вперше за 4 роки завоював місце в єврокубках. Крім того, «Евертон» оновив власні рекорди за кількістю набраних очок (72) і здобутих перемог (21) в епоху АПЛ.
13 червня 2014 року стало відомо, що Мартінес продовжив свій контракт з «Евертоном», який тепер буде діяти до 2019 року.

## Особисте життя
У червні 2009 року Мартінес одружився зі своєю шотландською дівчиною Бет Томпсон в Соборі Св. Джозефа в Свонсі. Вони були разом протягом семи років, з того часу як Роберто зустрів її в Шотландії під час виступів за «Мотеруелл» 2002 року. У них є дочка Луелья.

## Досягнення

### Як гравець
«Реал Сарагоса»
- Володар Кубка Іспанії: 1993/94

«Віган Атлетик»
- Чемпіон Третього дивізіону: 1996/97
- Володар Трофея Футбольної ліги: 1998/99

«Свонсі Сіті»
- Володар Трофея Футбольної ліги: 2005/06

### Як тренер
«Свонсі Сіті»
- Чемпіон Першої Футбольної ліги: 2007/08

«Віган Атлетик»
- Володар Кубка Англії: 2012/13

Бельгія
- Бронзовий призер чемпіонату світу: 2018

Португалія
- Переможець Ліги націй УЄФА: 2024-25

### Індивідуальні досягнення
- Член команди року у Третьому дивізіоні за версією ПФА: 1995/96, 1996/97
- Гравець року ФК «Віган Атлетік»: 1995/96
- Тренер року в Першій Футбольній лізі за версією LMA: 2007/08
- Тренер місяця англійської Прем'єр-ліги: квітень 2012

## Статистика

### Клубна
| Клуб              | Сезон             | Ліга | Ліга | Кубки | Кубки | Єврокубки | Єврокубки | Інше | Інше | Разом | Разом |
| Клуб              | Сезон             | Ігри | Голи | Ігри  | Голи  | Ігри      | Голи      | Ігри | Голи | Ігри  | Голи  |
| ----------------- | ----------------- | ---- | ---- | ----- | ----- | --------- | --------- | ---- | ---- | ----- | ----- |
| Реал Сарагоса     | 1993/94           | 1    | 0    | 1     | 0     | 0         | 0         | 0    | 0    | 2     | 0     |
| Реал Сарагоса     | Разом             | 1    | 0    | 1     | 0     | 0         | 0         | 0    | 0    | 2     | 0     |
| Віган Атлетік     | 1995/96           | 42   | 9    | 6     | 4     | 0         | 0         | 2    | 0    | 50    | 13    |
| Віган Атлетік     | 1996/97           | 43   | 4    | 3     | 0     | 0         | 0         | 1    | 1    | 47    | 5     |
| Віган Атлетік     | 1997/98           | 33   | 1    | 3     | 1     | 0         | 0         | 3    | 0    | 39    | 2     |
| Віган Атлетік     | 1998/99           | 10   | 0    | 3     | 0     | 0         | 0         | 1    | 0    | 14    | 0     |
| Віган Атлетік     | 1999/00           | 25   | 3    | 5     | 0     | 0         | 0         | 3    | 1    | 33    | 4     |
| Віган Атлетік     | 2000/01           | 34   | 0    | 7     | 0     | 0         | 0         | 2    | 0    | 43    | 0     |
| Віган Атлетік     | Разом             | 187  | 17   | 27    | 5     | 0         | 0         | 12   | 2    | 226   | 24    |
| Мотервелл         | 2001/02           | 16   | 0    | 0     | 0     | 0         | 0         | 0    | 0    | 16    | 0     |
| Мотервелл         | Разом             | 16   | 0    | 0     | 0     | 0         | 0         | 0    | 0    | 16    | 0     |
| Волсолл           | 2002/03           | 6    | 0    | 0     | 0     | 0         | 0         | 0    | 0    | 6     | 0     |
| Волсолл           | Разом             | 6    | 0    | 0     | 0     | 0         | 0         | 0    | 0    | 6     | 0     |
| Свонсі Сіті       | 2002/03           | 19   | 2    | 0     | 0     | 0         | 0         | 0    | 0    | 19    | 2     |
| Свонсі Сіті       | 2003/04           | 27   | 0    | 3     | 0     | 0         | 0         | 0    | 0    | 30    | 0     |
| Свонсі Сіті       | 2004/05           | 37   | 0    | 3     | 0     | 0         | 0         | 2    | 0    | 42    | 0     |
| Свонсі Сіті       | 2005/06           | 39   | 2    | 2     | 0     | 0         | 0         | 7    | 0    | 48    | 2     |
| Свонсі Сіті       | Разом             | 122  | 4    | 8     | 0     | 0         | 0         | 9    | 0    | 139   | 4     |
| Честер Сіті       | 2006/07           | 31   | 3    | 6     | 0     | 0         | 0         | 1    | 0    | 38    | 3     |
| Честер Сіті       | Разом             | 31   | 3    | 6     | 0     | 0         | 0         | 1    | 0    | 38    | 3     |
| Всього за кар'єру | Всього за кар'єру | 363  | 24   | 42    | 5     | 0         | 0         | 22   | 2    | 427   | 31    |

### Тренерська
Станом на 12 березня 2015.
| Клуб          | Початок роботи | Завершення роботи | Показники | Показники | Показники | Показники | Показники |
| Клуб          | Початок роботи | Завершення роботи | М         | В         | Н         | П         | %         |
| ------------- | -------------- | ----------------- | --------- | --------- | --------- | --------- | --------- |
| Свонсі Сіті   | 25 лютого 2007 | 15 червня 2009    | 126       | 63        | 37        | 26        | 50,00     |
| Віган Атлетік | 15 червня 2009 | 5 червня 2013     | 175       | 51        | 47        | 77        | 29,14     |
| Евертон       | 5 червня 2013  |                   | 84        | 37        | 22        | 25        | 44,04     |
| Разом         | Разом          | Разом             | 385       | 151       | 106       | 128       | 39,22     |